# Minciuna ta din aprilie
Minciuna ta din aprilie (四月は君の嘘 Shigatsu wa Kimi no Uso?) — cu subtitlul "Am întâlnit-o sub cireșii înfloriți, iar soarta mea a început să se schimbe" — este o serie manga scrisă și ilustrată de Naoshi Arakawa. A fost serializată în revista Monthly Shōnen Magazine a lui Kōdansha din 6 aprilie 2011 până în 6 februarie 2015. Pe 1 septembrie 2023 Editura Nemira a început traducerea seriei în limba română. O adaptare anime „Your lie in april" produsă de A-1 Pictures a fost difuzată pe Fuji TV între 9 octombrie 2014 și 19 martie 2015, iar în septembrie 2016 un film live-action produs de Toho a a apărut.

## Rezumat
Pianistul fenomen de paisprezece ani, Kōsei Arima devine faimos după ce a câștigat mai multe competiții muzicale. Când mama lui, Saki, moare, Kōsei are o cădere nervoasă la un recital de pian, ceea ce a determinat faptul că nu îsi mai poate auzi sunetele pianului, chiar dacă auzul nu îi este afectat.
Timp de doi ani, Kōsei nu mai atinge pianul și vede lumea monocrom. Nu se concentrează să exceleze în niciun fel de activitate și petrece majoritatea timpului cu prietenii lui, Tsubaki Sawabe și Ryōta Watari. Kōsei o întâlnește pe Kaori Miyazono, o violonistă de paisprezece ani, îndrăzneață și libertină al cărei stil de cântat reflectă personalitatea ei maniacală. Kaori îl ajută pe Kōsei să reînceapă cântatul la pian și îi arată că stilul lui de cântat poate fi liber și revoluționar. Pe măsură ce Kaori continuă să-i ridice moralul lui Kōsei, acesta realizează că o iubește, deși pare că ar fi îndrăgostită de Ryōta.
În timpul unui spectacol, Kaori leșină și este spitalizată. Aceasta explică că are anemie și că trebuie să fie testată frecvent. Ea îl invită pe Kōsei să cânte cu ea la gală, dar nu ajunge. Sănătatea ei se înrăutățește și devine demoralizată. Kōsei cântă un duet cu o prietenă, ceea ce o motivează pe Kaori să aibă o intervenție chirurgicală riscantă și potențial mortală ca să mai poată cânta încă o dată cu el. Cât timp cânta în finalele Competiției de pian a Japoniei de Est, Kōsei vede spiritul lui Kaori însoțindu-l și realizează că aceasta a murit în timpul intervenției.
La înmormântarea lui Kaori, părinții ei îi oferă lui Kōsei o scrisoare de la Kaori care dezvăluie că știa de moartea ei iminentă și că a devenit liberă ca să nu aducă cu ea regrete în rai. Aceasta mărturisește că iubea stilul de cântat la pian a lui Kōsei de când avea cinci ani. Asta a inspirat-o să cânte la vioară pentru a cânta cu el într-o bună zi. Pentru a se apropia de Kōsei fără a o răni pe Tsubaki, care era îndrăgostită de Kōsei, minte că era îndrăgostită de Ryōta. La finalul scrisorii ea își mărturisește dragostea pentru Kōsei. Tsubaki îl consolează pe Kōsei și îi spune că va fi mereu alături de el. De asemenea, Kaori lasă în scrisoare o poză cu ea după concertul care a inspirat-o, cu Kōsei în fundal. Kōsei înrămează poza.